# Julia Valenzuela Cuéllar
Julia Valenzuela Cuéllar (Lima, 4 de junio de 1947 - Ibídem, 9 de marzo del 2021) fue una educadora y política peruana. Fue congresista de la república por Lima durante dos periodos consecutivos.

## Biografía
Julia Valenzuela nació el 4 de junio de 1947 en la ciudad de Lima, capital principal del Perú.
Realizó sus estudios primarios en el C.E.E Dos de Mayo y los secundarios en el Colegio Nuestra Señora del Carmen. Luego, estudió la carrera de Educadora en la Universidad Inca Garcilaso de la Vega y también estudió Ciencias Políticas en la Universidad Nacional Mayor de San Marcos en 2004.
Fue directora de Productos Extragel y Universasl S.A.C durante el 2006.

## Carrera política
En 1998 incursionó en la política como candidata a la alcaldía del distrito de San Juan de Lurigancho por el partido Unión por el Perú, quedando en el cuarto lugar.
En 1999, Julia Valenzuela se inscribió como militante de Perú Posible, partido político de Alejandro Toledo, y postuló al Congreso de la República del Perú en las elecciones generales del año 2000, en las que resultó elegida como congresista con 24,261 votos y fue juramentada para el periodo parlamentario 2000-2005.
Dentro del Congreso, formó parte de la oposición al régimen de Alberto Fujimori y participó en la Marcha de los Cuatro Suyos encabezada por Alejandro Toledo. Su cargo parlamentario luego fue reducido por la difusión de los Vladivideos y la renuncia de Fujimori a la presidencia del Perú mediante un fax, donde también se decidió convocar a nuevas elecciones generales para el año 2001. Valenzuela postuló a la reelección por la lista de Lima Metropolitana y fue reelegida, con 38,110 votos, para el periodo 2001-2006.
En su segunda gestión fue integrante de la Comisión de Educación y vicepresidenta de la Comisión de la Mujer. Valenzuela se caracterizó por ser impulsora de diversos proyectos de ley en defensa de la niñez y de la familia.
En junio del 2005, Valenzuela renunció a Perú Posible tras discrepancias internas con la política del partido y luego se agrupó a la bancada Alianza Nacional.
Al culminar su gestión, se integró al partido Alianza para el Progreso de César Acuña y formó parte de la plancha presidencial encabezada por Natale Amprimo. Postuló también por tercera vez al Congreso de la República en las elecciones del 2006, sin éxito en ambas candidaturas. Su última participación fue en las elecciones del 2011 como parte de la Alianza por el Gran Cambio.

## Fallecimiento
El 9 de marzo del 2021, Julia Valenzuela falleció a los 73 años junto a su esposo, ambos víctima de la COVID-19.